# Ormes (Loiret)
Ormes è un comune francese di 3 476 abitanti situato nel dipartimento del Loiret nella regione del Centro-Valle della Loira.

## Società

### Evoluzione demografica
Abitanti censiti